# Acripioides trimacula
Acripioides trimacula är en fjärilsart som beskrevs av Embrik Strand 1920. Acripioides trimacula ingår i släktet Acripioides och familjen trågspinnare. Inga underarter finns listade i Catalogue of Life.